# 시간이 흐르면
《시간이 흐르면》(Im Lauf Der Zeit, Kings Of The Road)은 독일(구 서독)에서 제작된 빔 벤더스 감독의 1976년 영화이다. 루디거 보글러 등이 주연으로 출연하였다.

## 출연

### 주연
- 루디거 보글러
- 한스 지쉴러

### 조연
- 리사 크루저
- 루돌프 션들러
- 마쿼드 봄
- 프란지스카 스토메르